# WEST EXPRESS 銀河
WEST EXPRESS 銀河（日语：WEST EXPRESS 銀河）是西日本旅客鐵道的夜行列車，於2020年9月11日投入使用。

## 概要
2016年11月29日，JR西日本公开黃昏特快瑞風號列車同時，还透露了建立「新城際列車」的想法，并于2019年3月19日宣布列車名稱，外觀和設備。

## 運行方式
WEST EXPRESS 銀河是JR西日本2022年中期經營計劃的重要一環，是繼黃昏特快瑞風號之后的另一款特急夜行列車，本來預計於2020年5月8日投入使用，但由於2019冠狀病毒病疫情，投入使用時間推遲至9月11日。
JR西日本原本计划以網路訂位及綠色窗口等方式售票。2020年7月改為委託日本旅行販售此列車的自由行旅遊行程，旅客需向日本旅行報名，抽籤取得乘車資格。
2020年9月11日起先运行京都站至出雲市車站間的夜行列車，同年12月12日起至2021年3月為止，作为「瀨戶內、廣島地方旅遊活動」的一環，将要运行大阪車站至下關車站之日間特急列車。

### 停車站
| 車站     | 路線     | 上行 | 下行 | 到站時間              | 離站時間              |
| -------- | -------- | ---- | ---- | --------------------- | --------------------- |
| 京都     | JR京都線 | -    | ●    |                       | — / 21:15             |
| 新大阪   | JR京都線 | -    | ●    | — / 22:07             | — / 22:17             |
| 大阪     | JR神戶線 | ●    | ●    | 6:12 / 22:21          | — / 22:28             |
| 三之宮   | JR神戶線 | ●    | ●    | 5:50 / 22:50          | 5:51 / 22:51          |
| 神戶     | JR神戶線 | ●    | ●    | 5:46 / 22:53          | 5:47 / 22:55          |
| 西明石   | JR神戶線 | -    | ●    | — / 23:12             | — / 23:15             |
| 姫路     | JR神戶線 | -    | ●    | — / (0:40 / 23:48)    | — / 0:42              |
| 備中高梁 | 伯備線   | ●    | -    | 21:25 / —             | 22:00 / —             |
| 生山     | 伯備線   | -    | ●    | — / 6:02              | — / 6:34              |
| 根雨     | 伯備線   | ●    | -    | 18:25 / —             | 18:58 / —             |
| 米子     | 伯備線   | ●    | ●    | 17:38 / 7:46          | 17:48 / (7:56 / 8:18) |
| 安来     | 山陰本線 | ●    | ●    | 17:27 / (8:04 / 8:26) | 17:29 / 8:28          |
| 松江     | 山陰本線 | ●    | ●    | 16:37 / 8:45          | 17:05 / 8:48          |
| 玉造温泉 | 山陰本線 | ●    | ●    | 16:27 / 9:01          | 16:30 / 9:02          |
| 宍道     | 山陰本線 | ●    | ●    | 16:15 / 9:15          | 16:16 / 9:17          |
| 出雲市   | 山陰本線 | ●    | ●    | — / 9:31              | 16:00 / —             |

圖例：
●：停靠站
- ：不停站
上行/下行(星期一發車/星期五發車時間)

## 車輛
藍色的車身代表了大海和天空。側面的白色線代表漫長的旅程。
列車是6輛編成的117系列車0番台改造為7000番台而成，隸屬吹田綜合車輛所京都支所。此車曾在關西地區做為新快速行駛，由設計師川西康之負責設計。
因應2019冠狀病毒病疫情，JR西日本在車上加裝空氣清淨機、採用抗菌抗病毒材質內裝，並且在餐車等共用活動空間加裝隔板。
| ←出雲市・下關方向大阪・京都方向→ |          |                               |                       |      |             |                 |
| 車號                             | 1        | 2                             | 3                     | 4    | 5           | 6               |
| 車廂編號                         |          |                               |                       |      |             |                 |
| 原車號                           |          |                               |                       |      |             |                 |
| 定員 （早行/夜行）               | 16名/8名 | 26名/26名                     | 28名/24名             | -    | 18名/18名   | 13名/9名        |
| 設備                             | 綠色車廂 | 普通等女性專用車廂 (座位及床) | 普通等 (座位及榻榻米) | 餐車 | 普通等 (床) | 綠色車廂 (包廂) |

圖例
■：綠色車廂
■：女性專用車廂
：身障人士洗手間

### 1號車
1號車為綠色車廂，車廂採用1+1的座位設置。夜行時能夠把兩張座椅變成一張床，早行時把床收回，成為2人座位。

### 2號車
2號車為女性專用車廂，採用2+2座位配置。設有床、座位、女性專用更衣室及女洗手間。車廂使用了紅色。

### 3號車
3號車設有家庭空間，使用2+2座位配置。

### 4號車
4號車為餐車及活動空間，內有棋類玩具。

### 5號車
5號車為臥舖車廂，設有身障人士洗手間。

### 6號車
6號車為綠色包廂，共有5個長4米的梯形单人包廂。
- 1號車
- 2號車
- 3號車
- 4號車
- 5號車
- 6號車

## 歷史

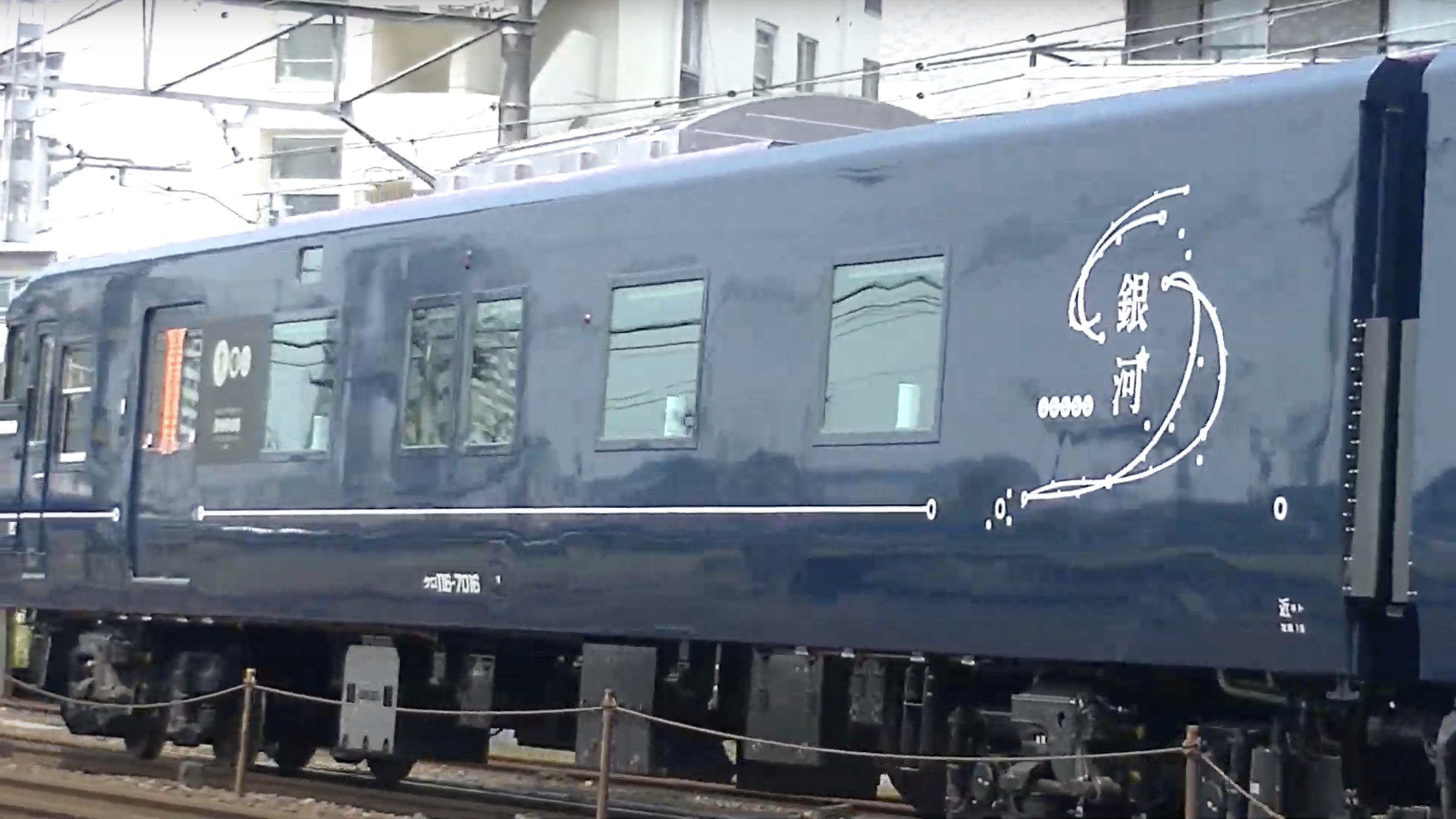
2016年（平成28年）11月29日：發表此列車[2]。
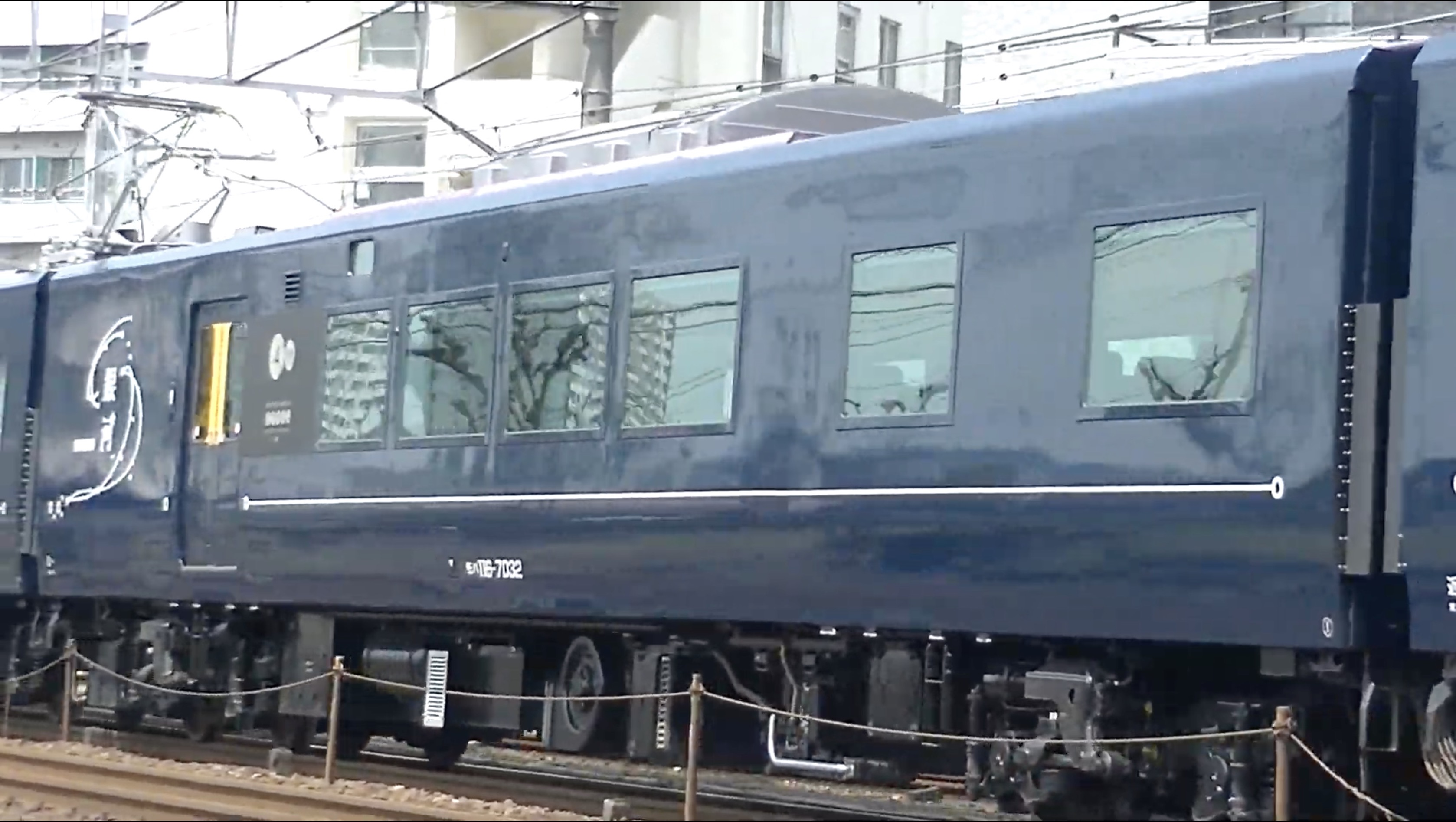
2019年（平成31年/令和元年）
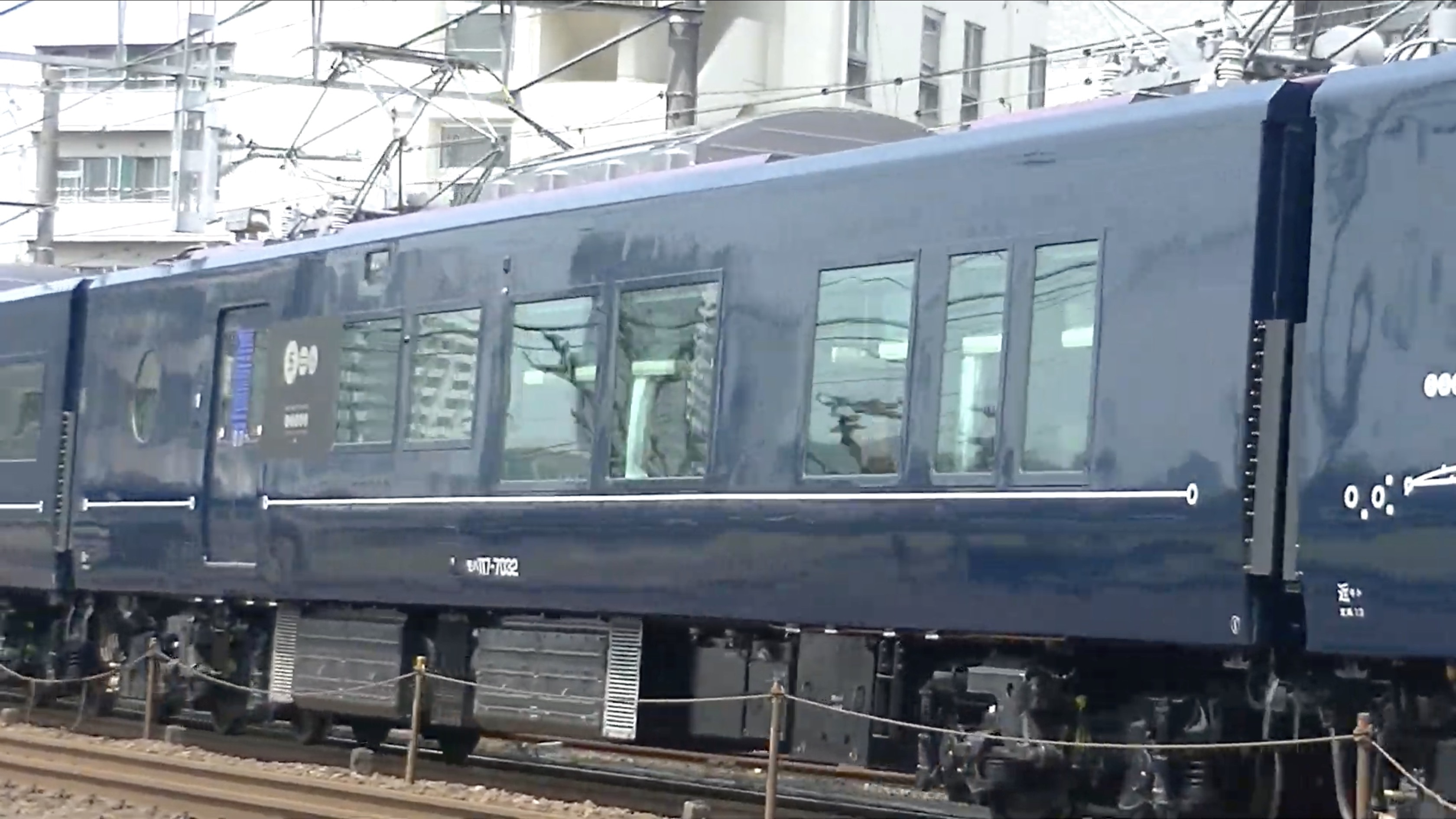
3號車 モハ117-7032
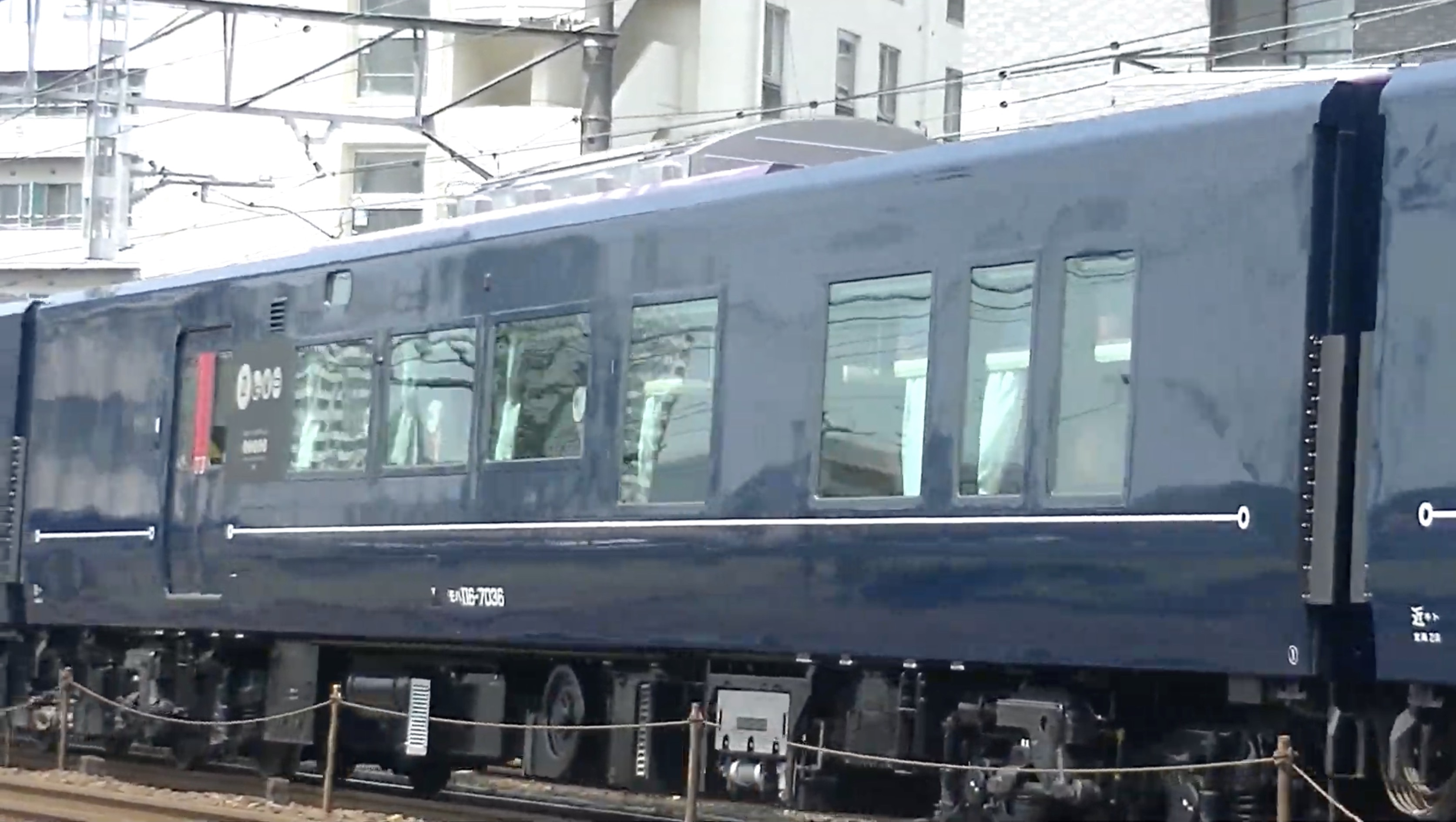
4號車 モハ116-7036
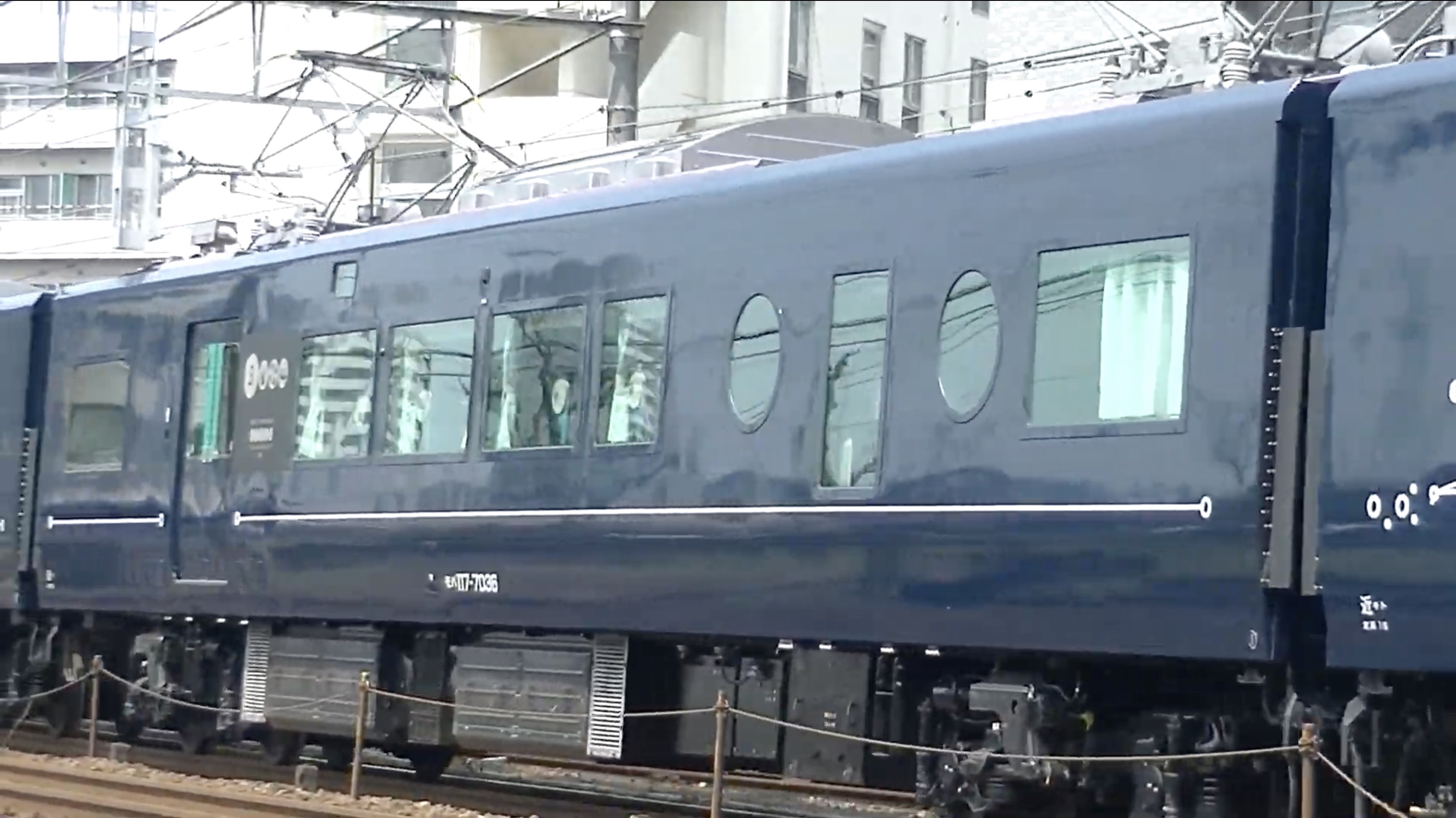
5號車 モハ117-7036
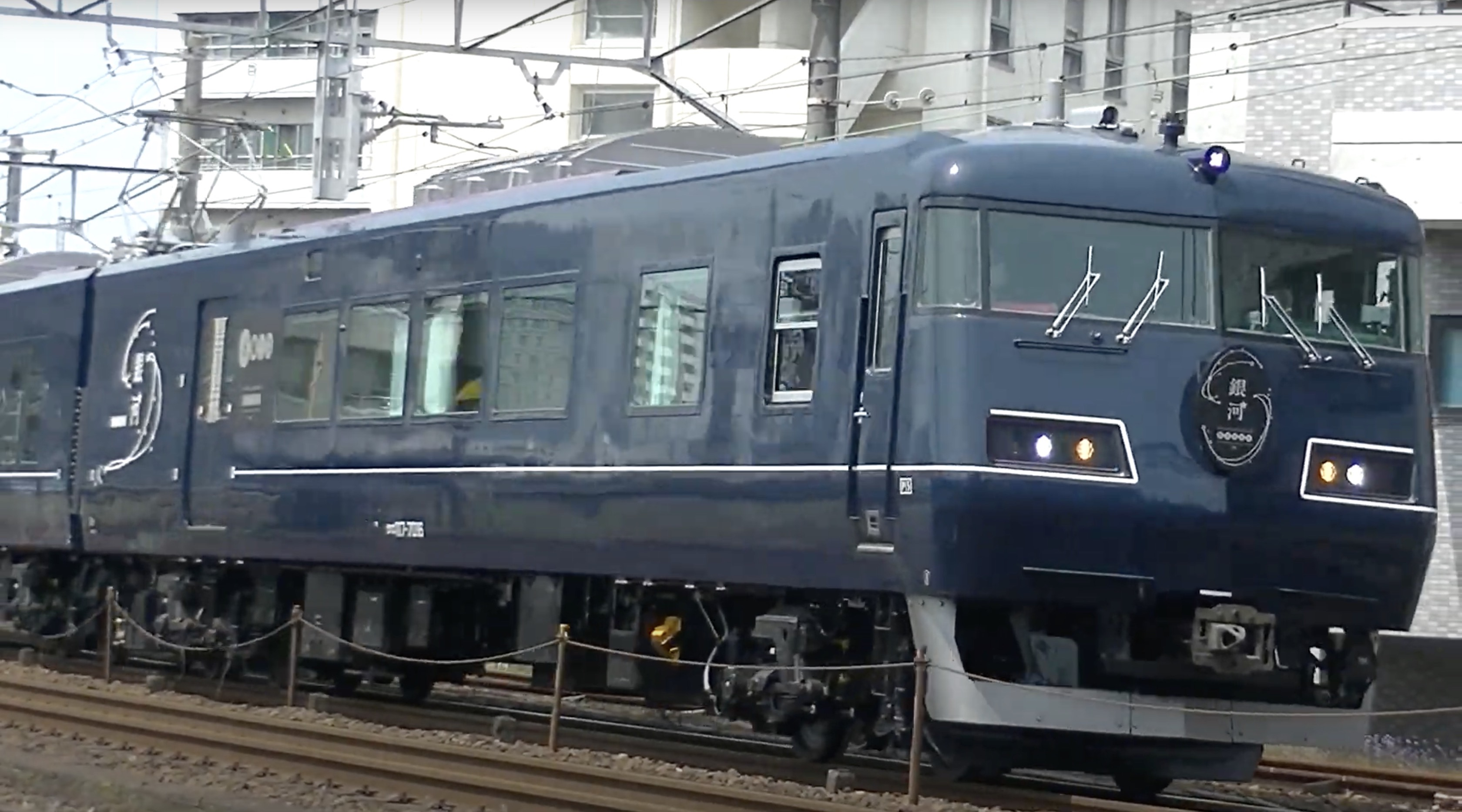
6號車 クロ117-7016
  - 3月19日：宣布列車名稱，外觀和設備[1]。
  - 11月20日：公佈運營概要[6]。
- 2020年（令和2年）
  - 1月25日：吹田綜合車輛所公開使用車輛[8]。
  - 1月30日：於備中高梁站公佈招待內容[13]。
  - 3月16日：發表運行日及運行時間[14]。
  - 4月6日：因2019冠狀病毒病疫情，宣布運行開始日無限期延遲[15][5]。
  - 5月8日：預定投入使用日[16]。
  - 7月22日：決定於9月11日正式投入使用[7]。
  - 9月11日：列車投入使用[17]。

## 外部連結
- WEST EXPRESS 銀河官網 （页面存档备份，存于）